# Saint-Germain-du-Salembre

Saint-Germain-du-Salembre este o comună în departamentul Dordogne din sud-vestul Franței. În 2009 avea o populație de 864 de locuitori.

## Evoluția populației
| An        | 1975 | 1982 | 1990 | 1999 | 2006 | 2009 |
| --------- | ---- | ---- | ---- | ---- | ---- | ---- |
| Populație | 837  | 837  | 787  | 762  | 819  | 864  |